# Colias alpherakii
Colias alpherakii é uma borboleta da família Pieridae encontrada na Ásia Central.

## Biologia
As larvas alimentam-se de Onobrychis equidna.